# Maurice Goldhaber
Maurice Goldhaber (18 april 1911 – 11 mei 2011) was een Amerikaans wetenschapper.

## Biografie
Goldhaber werd geboren in Lemberg, gelegen in het huidige Oekraïne. Hij studeerde fysica op de Universiteit van Berlijn en doctoreerde later aan Cambridge University. Samen met James Chadwick wist hij de massa van neutronen te bepalen. Hij werkte ook samen met Edward Teller.
In 1991 won hij de Wolfprijs, in 1998 de Enrico Fermi-prijs.
Goldhaber was gehuwd met Gertrude Scharff (1911-1998), ook een wetenschapster. Hij overleed op 100-jarige leeftijd in 2011.
1. ↑  https://wolffund.org.il/maurice-goldhaber/.
2. ↑  https://www.aps.org/programs/honors/prizes/bonner.cfm; geraadpleegd op: 18 februari 2022.
3. ↑  https://science.osti.gov/fermi/Award-Laureates.
4. 1 2 3 4  nobelprize.org; Nobelprijs-identificatiecode voor nominatie: 3511.